# Mojmír Stuchlík
Mojmír Stuchlík (ur. 30 czerwca 1930 w Semilych, zm. 10 września 2016 tamże) – czechosłowacki skoczek narciarski, olimpijczyk.
Wystąpił na Zimowych Igrzyskach Olimpijskich 1956 w Cortinie d'Ampezzo, gdzie zajął 28. miejsce na normalnej skoczni. W konkursie w Bischofshofen podczas 4. Turnieju Czterech Skoczni zajął 2. miejsce. W następnej edycji turnieju ani razu nie uplasował się w pierwszej trzydziestce.

## Wyniki olimpijskie
| Miejsce | Dzień    | Rok  | Miejscowość       | Konkurs                         | Wynik     | Strata    | Skok 1 | Skok 2 | Zwycięzca       |
| ------- | -------- | ---- | ----------------- | ------------------------------- | --------- | --------- | ------ | ------ | --------------- |
| 28.     | 5 lutego | 1956 | Cortina d’Ampezzo | Skocznia normalna indywidualnie | 187,5 pkt | -39,5 pkt | 74,0 m | 74,0 m | Antti Hyvärinen |